# Foto-cine Masip
La Casa al carrer Cort, 17 és una obra eclèctica de Valls (Alt Camp) inclosa a l'Inventari del Patrimoni Arquitectònic de Catalunya.

## Descripció
Casa d'amplada reduïda. hi ha dues obertures a cada planta. Baixos comercials i tres plantes més.
Balcons en el primer i segon pis. Els dos balcons de la tercera planta són individuals. Cal destacar els muntants i les llindes de tots els balcons, que són individuals. Cal destacar els muntants i les llindes de tots els balcons, que són d'esgrafiat senzill.
Cornisa amb molta volada i sis mensules de mides considerables.
Recentment, s'ha pintat tota la façana amb colors clars i d'una forma molt suau, transparent.